# Guerras Veneciano-Genovesas
Las Guerras Veneciano-Genovesas fueron una serie de luchas entre la República de Génova y la República de Venecia, a veces aliadas con otras potencias, por el dominio del mar Mediterráneo entre 1256 y 1381. Hubo cuatro episodios de guerra abierta, en los que los combates entre las dos repúblicas se desarrollaron principalmente en el mar. Incluso durante los periodos de paz, los incidentes de piratería y otros brotes menores de violencia entre las dos comunidades comerciales eran habituales.
En la primera guerra, en 1256-1270, los venecianos tuvieron la mejor parte de los combates, pero no pudieron impedir el avance de los intereses genoveses en Bizancio y el Mar Negro. En la segunda guerra, de 1294 a 1299, los genoveses salieron victoriosos en los combates. El conflicto terminó de forma inconclusa, al igual que la tercera, 1350-1355, en la que Venecia luchó conjuntamente con Aragón y en la que los combates estuvieron más equilibrados.
En la cuarta guerra, 1377-1381, la propia Venecia se vio amenazada por los genoveses y sus aliados. Aunque salieron victoriosos de los combates, los venecianos, agotados, aceptaron unas condiciones de paz que equivalían a una derrota.

## Guerra de 1256-1270
El primer conflicto a gran escala entre Génova y Venecia surgió de una disputa sobre las prerrogativas en Acre, que condujo a un ataque genovés en el barrio veneciano. Los venecianos fueron apoyados por los pisanos y los provenzales, los caballeros templarios y parte de la nobleza local, mientras que los catalanes, anconitanos, caballeros hospitalarios y otros nobles locales se unieron a los genoveses. Una flota enviada desde Venecia al mando de Lorenzo Tiepolo en 1257 derrotó a una flota genovesa frente a Acre cuando llegó en junio del año siguiente.
En 1261, Venecia sufrió un gran revés con la firma del Tratado de Ninfeo entre Génova y el emperador de Nicea Miguel VIII Paleólogo y con la reconquista por parte de Miguel, poco después, de la antigua capital bizantina de Constantinopla al Imperio Latino de Constantinopla, que era efectivamente un estado cliente de Venecia. Esto destruyó definitivamente el dominio comercial en la capital imperial y en el Mar Negro que Venecia había disfrutado desde la captura de la ciudad por la Cuarta Cruzada en 1204.
A lo largo de la guerra, la armada veneciana mantuvo la ventaja sobre los genoveses en el combate naval, ya que la armada genovesa a menudo evitaba la batalla. Las principales batallas que tuvieron lugar, en Acre en 1258, en Settepozzi en Eubea en 1263 y frente a Trapani en Sicilia en 1266, fueron claras victorias venecianas. Sin embargo, la concentración de la flota veneciana dejó el comercio genovés prácticamente sin molestias, mientras que, a pesar del uso de convoyes, su propio comercio sufrió mucho por los corsarios genoveses que atacaban a las naves venecianas. El mayor éxito genovés se produjo en 1264, cuando su almirante Simone Grillo atrajo a la flota de guerra veneciana y capturó la mayor parte del gran convoy que quedó desprotegido.
Las disputas entre los genoveses y Miguel VIII permitieron la restauración parcial de la posición y los derechos comerciales de Venecia en el Imperio Bizantino, con una tregua firmada en 1268. La guerra terminó en 1270 con la Paz de Cremona, mediada por Luis IX de Francia, que deseaba emprender una cruzada y necesitaba las flotas rivales para esta empresa. Venecia había fortalecido su posición en lo que quedaba del Reino de Jerusalén, pero no pudo evitar el resurgimiento del comercio genovés en el mundo bizantino y el establecimiento de la superioridad comercial genovesa en el Mar Negro, que perduró hasta la conquista otomana de Constantinopla en 1453.

## Guerra de 1294-1299
La continua rivalidad entre las dos ciudades provocó enfrentamientos en 1291 y la reanudación formal de la guerra en 1295. Las primeras victorias venecianas se vieron ensombrecidas por las últimas victorias genovesas y el éxito militar general de los genoveses, a pesar de sufrir daños más graves en su flota. En 1294, una flota enviada desde Venecia fue destruida por una fuerza reunida en las colonias orientales de Génova frente al importante puerto de Laiazzo en la Cilicia Armenia. El conflicto civil en Génova impidió el despliegue de una flota importante en 1296, y la flota veneciana sin oposición asaltó los principales asentamientos genoveses en el Mediterráneo oriental, saqueando los suburbios de Phokaia en el Egeo y Caffa en Crimea, y quemando el asentamiento sin murallas de Pera. fuera de Constantinopla.
En 1297, los venecianos rechazaron nuevamente la batalla, pero se vieron obligados a luchar en 1298 cuando la flota genovesa al mando de Lamba Doria entró en el Adriático. En la batalla más grande jamás librada entre las dos repúblicas, frente a la isla de Korcula (Curzola), la flota veneciana al mando de Andrea Dandolo fue destruida. Sin embargo, los genoveses, que habían sufrido muchas bajas y estaban preocupados por el continuo conflicto interno en Liguria, regresaron a sus puertos en lugar de avanzar contra Venecia, y se concluyó una paz de compromiso al año siguiente. En esta guerra, Marco Polo, que luchaba por su Venecia natal, fue hecho prisionero y, mientras estaba en prisión, escribió sus memorias.
En 1296, los residentes genoveses locales de Constantinopla destruyeron el barrio veneciano y mataron a muchos civiles venecianos. A pesar de la tregua bizantino-veneciana de 1285, el emperador bizantino Andronico II Paleólogo mostró inmediatamente su apoyo a sus aliados genoveses al arrestar a los sobrevivientes venecianos de la masacre, incluido el bailo veneciano Marco Bembo.
Venecia amenazó con la guerra al Imperio Bizantino, exigiendo reparaciones por la afrenta que sufrieron. En julio de 1296, la flota veneciana, bajo el mando de Ruggiero Morosini Malabranca, asaltó el Bósforo. Durante el transcurso de la campaña, se capturaron varias posesiones genovesas en el Mediterráneo y el Mar Negro, incluida la ciudad de Focea. La colonia genovesa de Galata, al otro lado del Cuerno de Oro de la capital bizantina, también fue incendiada. El basileus bizantino, sin embargo, prefirió en ese punto evitar la guerra.
La guerra abierta entre Venecia y los bizantinos no comenzó hasta después de la Batalla de Curzola y el final de la guerra con Génova en el Tratado de Milán de 1299, que dejó a Venecia libre para proseguir su guerra contra los griegos.

## Guerra de 1350-1355
Las disputas por el Mar Negro provocaron el estallido de otra guerra en 1350, en la que Venecia se alió con el rey Pedro IV de Aragón, que estaba en desacuerdo con Génova por el control de Cerdeña y la rivalidad comercial entre sus súbditos catalanes y los genoveses, y entró en guerra. en 1351.
Tras los enfrentamientos entre las fuerzas locales en el Egeo y alrededor del Bósforo, en 1351 una importante flota genovesa al mando de Paganino Doria sitió la colonia veneciana de Negroponte antes de avanzar hacia Constantinopla. El emperador bizantino Juan VI, que había perdido una breve guerra con los genoveses en 1348-1349, había sido inducido a entrar en la guerra del lado veneciano y los ayudó en los ataques a Pera. Una flota combinada veneciano-catalana al mando de Niccolo Pisani y el catalán Ponce de Santapau llegó poco después y unió fuerzas con los bizantinos, y la sangrienta batalla del Estrecho se libró en el Bósforo en febrero de 1352. Ambos bandos sufrieron grandes bajas, pero las más graves fueron infligidas a los catalanes, lo que indujo a Pisani a retirarse y permitió a Doria forzar la salida de Bizancio de la guerra.
En agosto de 1353, Pisani llevó a los venecianos y catalanes a una aplastante victoria sobre los genoveses bajo el mando de Antonio Grimaldi frente a Alguer en Cerdeña. Alarmada por la derrota, Génova se somete a Giovanni Visconti, señor de Milán, para asegurarse su apoyo económico. En 1354, Paganino Doria cogió a Pisani desprevenido en su fondeadero en Zonklon (Sapienza) en el Peloponeso y capturó a toda la flota veneciana. Esta derrota contribuyó a la deposición del dux Marino Faliero y Venecia hizo las paces con Génova el 1 de junio de 1355. Aunque no concluyente en sí mismo, el agotamiento de Venecia por esta guerra ayudó a provocar la pérdida de Dalmacia ante Hungría poco después. Liberados de la necesidad del apoyo de Milán, los genoveses pusieron fin al dominio milanés en 1356.

## Guerra de 1377-1381
En 1376, Venecia compró la isla de Tenedos, estratégicamente ubicada cerca de los Dardanelos, al emperador bizantino Juan V, amenazando el acceso genovés al Mar Negro. Esto indujo a los genoveses a ayudar al hijo de Juan, Andrónico IV, a hacerse con el trono, a cambio de la cesión de la isla a Génova, iniciándose una nueva guerra entre las dos repúblicas. Los genoveses no lograron arrebatar Tenedos a los venecianos en 1377, pero obtuvieron el apoyo de una coalición de los rivales continentales de Venecia, Hungría, Austria, Aquileia y Padua, aunque solo Padua brindó una ayuda sustancial. Venecia se alió con Milán, cuyo ejército amenazaba a Génova desde el lado de tierra, y con el Reino de Chipre, que había sido derrotado en una guerra con Génova en 1373-1374 y sometido a la hegemonía genovesa.
Una pequeña flota genovesa dirigida por Luciano Doria invadió el Adriático en 1378 y derrotó a los venecianos al mando de Vettor Pisani en Pula en 1379. Tras ser reforzados, avanzaron contra Venecia bajo el mando de Pietro Doria, ya que Luciano había muerto en Pula. Aunque no lograron romper las defensas de la laguna veneciana, los genoveses capturaron el puerto de Chioggia, cerca de su extremo sur, con el apoyo de los paduanos en tierra
En diciembre de 1379, los venecianos pudieron hundir barcos de bloqueo en el puerto de Chioggia, atrapando a la flota genovesa en su interior. Venecia se vio reforzada por el regreso de una flota de asalto al mando de Carlo Zeno, que había tenido un éxito excepcional contra el comercio genovés en todo el Mediterráneo. Una nueva flota genovesa se reunió en el Adriático, pero fue incapaz de abrirse paso para defender Chioggia. Las fuerzas genovesas se vieron obligadas a rendirse en junio de 1380.
La lucha continuó entre las flotas genovesa y veneciana por los puertos del alto Adriático, pero a través de la mediación de Amadeo VI de Saboya, las dos partes negociaron la paz en Turín en 1381. A pesar de la victoria en Chioggia, la guerra había sido financieramente desastrosa para Venecia, que solo aseguró la paz aceptando concesiones que incluían la evacuación de Tenedos, el reconocimiento de la supremacía genovesa en Chipre, la entrega de su principal posesión continental de Treviso y el pago de un tributo anual a Hungría, mientras que Génova y sus aliados no hicieron concesiones significativas.

## Retirada
La Guerra de Chioggia dejó sin resolver la rivalidad entre Venecia y Génova, como todos los conflictos anteriores entre ellas. Venecia quedó muy debilitada, pero poco a poco fue capaz de reconstruir sus finanzas públicas y de aprovechar las debilidades de sus rivales continentales para resarcirse de sus pérdidas. Génova tuvo menos éxito a la hora de hacer frente a las deudas acumuladas durante estas guerras, y cayó en una incapacidad financiera cada vez mayor durante las décadas siguientes. Su inestabilidad política crónica se agudizó a partir de 1390, contribuyendo a la aceptación de la soberanía francesa en 1396, la primera de una serie de prolongados episodios de dominio extranjero durante el siglo XV, que redujo su libertad de acción.
Estos sucesos disminuyeron la capacidad de Génova para competir con Venecia políticamente, aunque sus fortunas comerciales siguieron floreciendo hasta mediados del siglo XV. Después de 1400, la expansión del poder aragonés en el Mediterráneo occidental supuso una amenaza creciente para Génova, lo que condujo a una serie de guerras a gran escala (1420-26, 1435-44, 1454-58) y siguió siendo una de las principales preocupaciones hasta la muerte de Alfonso V de Aragón en 1458, teniendo prioridad sobre la antigua rivalidad con Venecia.
Continuó la violencia pirata esporádica entre venecianos y genoveses, especialmente a raíz de un enfrentamiento naval en Modon en 1403. Durante un período de dominio milanés en Génova, el conflicto en el continente italiano entre Milán y Venecia llevó a Génova a otra guerra naval inconclusa con Venecia en 1431-33. No obstante, la rivalidad había dejado de ser una consideración dominante en los asuntos de ambas ciudades.